# Phổ Cách
Phổ Cách (chữ Hán giản thể:普格县, Hán Việt: Phổ Cách huyện) là một huyện thuộc Châu tự trị dân tộc Di Lương Sơn, tỉnh Tứ Xuyên, Cộng hòa Nhân dân Trung Hoa. Huyện này có diện tích 1905 km2, dân số năm 2002 là 140.000 người. Huyện Phổ Cách được chia thành các đơn vị hành chính gồm 3 trấn, 31 hương.
- Trấn: Phổ Cơ, Mạch Sào, Loa Kết Sơn.
- Hương: Vĩnh An, Văn Bình, Lê An, Mạnh Cam, Lạc Ô, Đặc Tư, Lai Tử, Hoa Sơn, Đông Sơn, Đại Bình, Huy Long, Mã Hồng, Lạc Cam, Hiệp Thiết, Ngoã Lạc, Chúc Liên, Nguyệt Ngô, Đặc Khẩu, Da Để, Cát Lạc, Đặc Bổ, Đại Tào, Vũ Thủy, Hướng Dương, Cáp Lực Lạc, Cam Thiên Địa, Lạc Ô Câu, Lưu Gia Bình, Đặc Nhĩ Quả, Ngũ Đạo 箐, Hồng Mạc Y Đạt.